# Karl Eugen Neumann

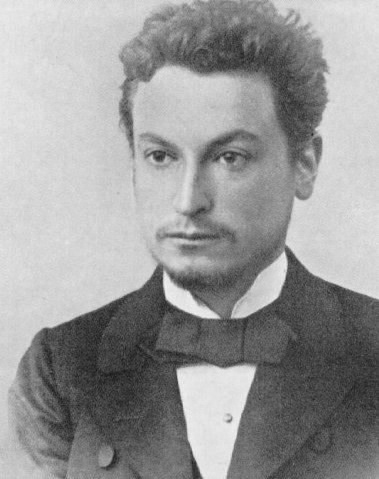
Karl Eugen Neumann

Karl Eugen Josef Neumann (* 18. Oktober 1865 in Wien; † 18. Oktober 1915 ebenda) war mit seiner Übersetzung von großen Teilen des Pali-Kanons ins Deutsche der erste maßgebliche Übersetzer buddhistischer Schriften in eine europäische Sprache und somit ein Wegbereiter des Buddhismus im Westen und insbesondere im deutschsprachigen Raum.

## Leben
Als Neumann 1865 geboren wurde, war sein Vater, Angelo Neumann, Tenor an der Wiener Hofoper. Seine Mutter Pauline Aurelie geb. von Mihalovits war die Tochter einer ungarischen Adelsfamilie.
Seine höhere Schulbildung erhielt Neumann an der Thomasschule zu Leipzig, da sein Vater 1876 Direktor der Leipziger Oper geworden war. Nach dem Abitur reiste er nach England und Italien. Bedeutend mehr als die 1882 in Berlin begonnene Banklehre begeisterten den jungen Neumann die Schriften Arthur Schopenhauers. Er vertiefte sich ab 1884 oft halbe Nächte lang in philosophische Schriften und zeigte großes Interesse für die indischen Quellen, die auch Schopenhauer inspiriert hatten. Er kehrte seiner Bankkarriere den Rücken und studierte am Obergymnasium in Prag. 1887 begann er seine Studien an der Friedrich-Wilhelms-Universität in Berlin. Das Studium der Indologie bei Hermann Oldenberg und Albrecht Weber, Religionswissenschaft bei Paul Deussen und Philosophie entsprach aber nicht seinen Vorstellungen.
Karl Eugen Neumann konvertierte wohl 1884 zum Buddhismus und dürfte „der erste Österreicher, der sich zur Lehre des Buddha bekannte“, und „soweit bekannt, der erste deutsche Buddhist im eigentlichen Wortsinne“ gewesen sein.
Nach seiner Heirat mit Camilla, der Tochter des Schriftstellers Johann Nordmann aus Wien, ging Neumann zu Richard Pischel nach Halle und promovierte 1891 mit einer Arbeit über einen Pali-Text zum Dr. phil. an der Universität Leipzig. Im gleichen Jahr veröffentlichte er in Leipzig das Werk: „Zwei buddhistische Suttas und ein Traktat Meister Eckharts“. 1892, wieder nach Wien zurückgekehrt, veröffentlichte Neumann eine deutschsprachige Anthologie aus dem Palikanon an Schopenhauers 104. Geburtstag. 1893 erschien eine von Neumann übersetzte Version des Dhammapada. 1894 erfüllte sich Neumanns Wunsch, in das Ursprungsland des Buddhismus zu reisen. Er hielt sich einige Monate in Indien und Ceylon auf. Dort traf er auch auf Mitglieder des Sangha, wie den Mönch Sumangala Maha Thera und Lama Dondamdup. Obwohl er das Wissen und die Gelehrsamkeit mancher Mönche sehr schätzte, erschien ihm manches auch eine Verfälschung und Verwässerung der ursprünglichen Buddhalehre. Im Herbst 1894 wieder nach Wien zurückgekehrt, widmete er sich wieder dem Studium und der Übersetzung des Tipitaka und nahm einen Posten als Assistent am Orient-Institut beim Indologen Georg Bühler an.
Die nächsten Jahre waren geprägt von der Übersetzungstätigkeit der „Mittleren Sammlung“ und deren Herausgabe in drei Bänden in Leipzig und Berlin (1896–1902). In diese Zeit fiel auch die eifrige Korrespondenz und Freundschaft mit dem geistesverwandten Giuseppe De Lorenzo (1871–1957) aus Bari, der auch italienische Übersetzungen des Werkes von Neumann herausbrachte und zum Pionier des italienischen Buddhismus wurde. Nach einem kurzen Zwischenspiel in Deutschland kehrte Neumann 1899 wieder nach Wien zurück und übersetzte „Die Lieder der Mönche und Nonnen“. 1906 verlor Neumann bei einem Bankkrach sein gesamtes Vermögen und musste (vorübergehend) sogar die hochgeschätzte siamesische Ausgabe des Tipitaka, die ihm vom siamesischen König vermacht worden war, veräußern. Die Erbschaft nach dem Tod des Vaters behob fürs Erste die finanzielle Notsituation. 1907 erschien bei Piper in München der erste von drei Bänden der „Längeren Sammlung“ (1912 abgeschlossen).

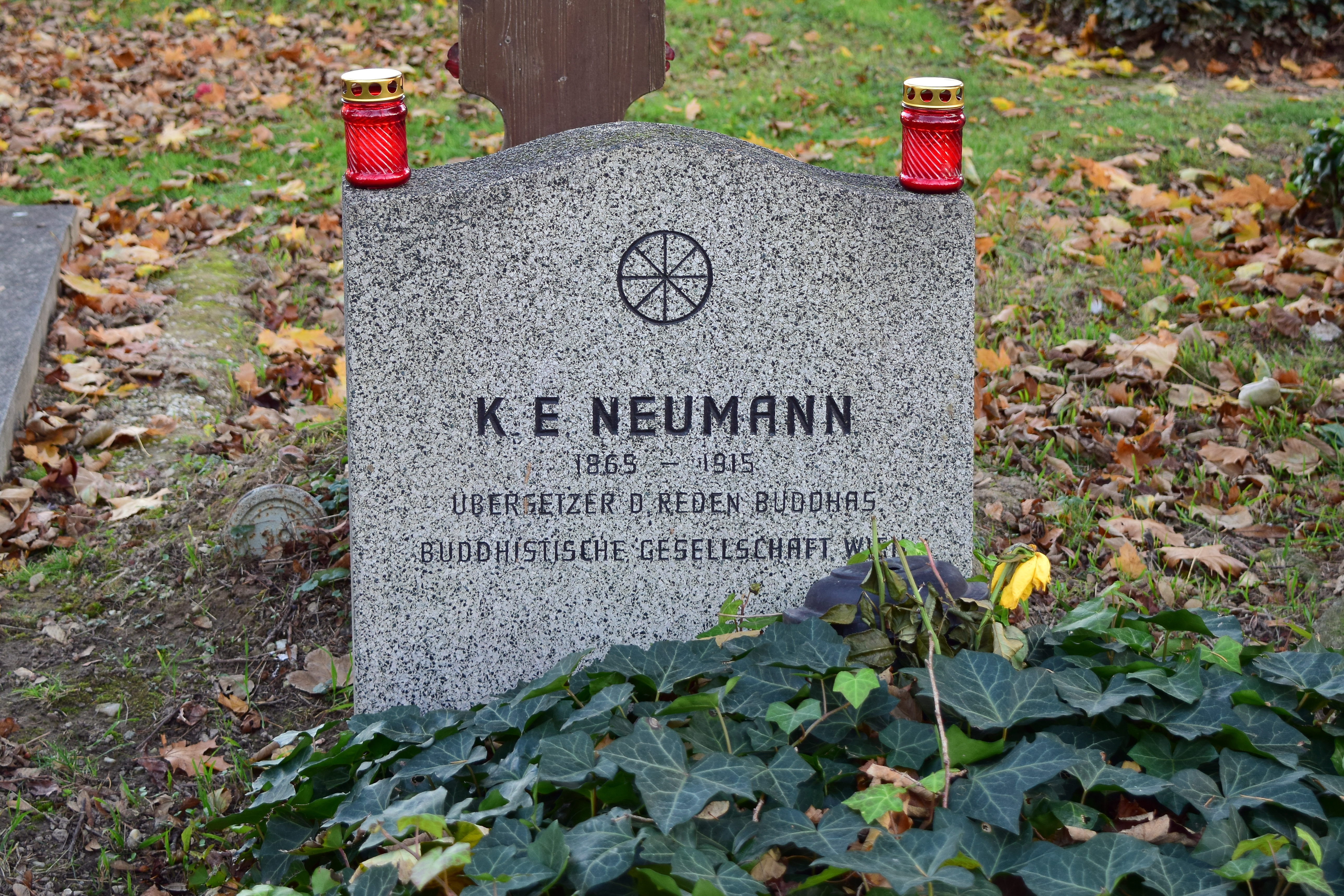
Karl Eugen Neumanns Grab auf dem Wiener Zentralfriedhof

Obwohl Neumann das Verdienst gebührt, als erster sehr umfangreiche Teile des Palikanons ins Deutsche übersetzt und dadurch eine breite Wirkung auf die sich formierende buddhistische Bewegung im deutschsprachigen Raum genommen zu haben, ist seine Übersetzung mangels Präzision im Detail heute philologisch umstritten.
1915 verstarb Neumann und wurde auf dem Wiener Zentralfriedhof (82B-2-18) in einem ehrenhalber gewidmeten Grab beigesetzt.
Eine Gesamtausgabe seines Werkes erschien 1957 im Paul Zsolnay Verlag in Wien. Das steigende Interesse am Buddhismus im deutschen Sprachraum brachte eine Neuauflage der Neumann-Übersetzungen des Palikanon bei Beyerlein und Steinschulte und 2003 erschien die digitale Ausgabe des Gesamtwerks bei Directmedia Publishing (Digitale Bibliothek).

## Werke (Auswahl)
- (Übers.): Die Lieder der Mönche und Nonnen Gotamo Buddho's, E. Hofmann & co, Berlin 1899 (online, archive.org).
- Die Reden Gotamo Budhos, aus der Sammlung der Bruchstücke Suttanipato des Pali-Kanons, R. Piper, München 1911 (online, archive.org).
- (Übers.): Der Wahrheitpfad, Dhammapadam; ein buddhistisches Denkmal. R. Piper, München 1921 (online, archive.org).
- (Übers.): Die Reden Gotamo Buddhos, aus der mittleren Sammlung Majjhimanikayo des Pali-Kanons, 3 Bände, R. Piper, München 1922. (Bd.1, Bd.2, Bd.3, alle online, archive.org).